# Partido Comunista de la República Socialista Soviética de Ucrania
El Partido Comunista de la República Socialista Soviética de Ucrania (en ruso: Коммунисти́ческая па́ртия Украинской ССР, abreviado como КП УССР, en ucraniano: Комуністична партія Української РСР) era la rama a nivel regional del Partido Comunista de la Unión Soviética en la RSS de Ucrania, una de las repúblicas constituyentes de la Unión Soviética. Se formó en la conferencia de Taganrog en abril de 1918 cuando el primer gobierno bolchevique de Ucrania (Respublika Rad Ukrayiny) fue disuelto. Otras fuentes señalan la fecha de fundación en Moscú el 12 de julio de 1918.
El Partido Comunista de la RSS de Ucrania convivió con el Partido Comunista Ucraniano entre 1920 y 1925, este último si bien comunista, era de corte nacionalista ucraniano, siendo disuelto y absorbido por el PC(b)U en 1925.
En 1952 se le retira el adjetivo "bolchevique" del nombre oficial. En agosto de 1991 se disuelve el partido y cesan sus actividades. Militantes del mismo, refundan el partido con posterioridad con el nombre de Partido Comunista de Ucrania.

## Historia
El dirigente comunista ucraniano Volodímir Zatonski afirmó que la fundación del PC(b)U no fue un hecho aislado, sino que tuvo unos antecedentes históricos que se remontan al embrión de las uniones para la lucha de la liberación de la clase obrera de 1897 en Kiev y Ekaterinoslav.
Entre el 1 y el 3 de marzo de 1898 en Minsk se realizó un congreso que reunió a los "Grupos de Lucha" de San Petersburgo, Moscú, de Kiev y el Bund judío.
Después de los grupos de Kiev y Ekaterinoslav, se organizaron nuevos grupos en Járkov, Mykoláiv, Odesa, etc.
Se celebró el II Congreso del Partido Social Demócrata de los Trabajadores en Bruselas y Londres entre el 17 de julio y el 10 de agosto de 1903, contando con la asistencia de 12 delegados de Ucrania en representación de 7 comités del partido en Ucrania.
Aunque en 1904 se formó un grupo unificado del sur, este cesó de existir después de los arrestos de la fallida Revolución de 1905. No se volvió a organizar nuevamente hasta principios de 1906.
Después de la Revolución de febrero de 1917, se organizó entre el 10 y 12 de julio de 1917 en Kiev la conferencia regional del Partido Social Demócrata de los Trabajadores (bolchevique) de la región Sud-occidental (las gubernias de Kiev, Poltava, Chernígov, Crimea y Podolia), y entre el 13 y el 15 de julio del mismo año, la Conferencia regional de la Cuenca del Donetsk-Krivoy Rog (las gubernias de Ekaterinoslav y Járkov.
Se realizó un primer intento de articular el partido a nivel nacional en diciembre de 1917, pero fracasó al negarse a asistir el comité del Donetsk Krivoy Rog. Esa negativa se basaba en la intención de crear la República Socialista Soviética de Donetsk-Krivoy Rog.
El 19 y 20 de abril de 1918 se llevó a cabo la reunión del Partido Comunista de los Bolcheviques, con los miembros del Comité Ejecutivo Central de los Soviets de Trabajadores Ucranianos, tanto de las áreas ocupadas como de las no ocupadas, dando como resultado la constitución del Orgburó del partido, que tuvo como continuación el Congreso del Partido Comunista (bolchevique) de Ucrania, realizado en Moscú entre el 5 y el 12 de julio de 1918. Conferencia regional de la Cuenca del Donetsk-Krivoy Rog (las gubernias de Ekaterinoslav y Járkov. Como escibiría Volodímir Zatonski el 7 de noviembre de 1921 en el periódico "Kommunist":

Fue concebido a finales de 1917 en Kiev, fue formado en abril de 1918 en Taganrog, y formalmente legalizado en Moscú en los memorables días de julio de 1918.

En Taganrog concurrieron tanto los partidarios de un Partido Comunista (b) de Ucrania independiente, como Piatakov y Skrýpnyk, así como los de tener únicamente autonomía. Debido al problema de la ocupación alemana, se decidió la convocatoria de una Conferencia en vez de un Congreso, que se llevaría a cabo entre el 2 y 5 de julio de 1918 en Moscú con los delegados que pudieron asistir, en donde se decidió llamarlo Congreso para darle legitimidad legislativa.
En la resolución de la VIII Conferencia Panrusa del Partido, se establece que los partidos nacionales no pueden convocar Congresos por sí mismos, desarrollándose únicamente Conferencias en el periodo entre 1920 y 1924. En el XVII Congreso realizado en 1952 desapareció la palabra "bolchevique" en la denominación del partido.
El 26 de agosto de 1991, el Presídium del Sóviet Supremo de la RSS de Ucrania emitió el decreto de "Cese temporal de actividades en Ucrania", y el 30 de agosto emitió el decreto de "Prohibición de actividades en Ucrania".

## Lista de Primeros Secretarios
| #  | Imagen | Nombre                              | Inicio                   | Final                    |
| -- | ------ | ----------------------------------- | ------------------------ | ------------------------ |
| 1  |        | Gueorgui Piatakov (1890-1937)       | 12 de julio de 1918      | 9 de septiembre de 1918  |
| 2  |        | Serafima Hopner (1880-1966)         | 9 de septiembre de 1918  | 22 de octubre de 1918    |
| 3  |        | Emmanuíl Kviring (1888-1937)        | 23 de octubre de 1918    | 6 de marzo de 1919       |
| 4  |        | Gueorgui Piatakov (1890-1937)       | 30 de mayo de 1919       | 30 de mayo de 1919       |
| 5  |        | Stanislav Kosior (1889-1939)        | 30 de mayo de 1919       | 10 de diciembre de 1919  |
| 6  |        | Rafaíl Farbman (1893-1966)          | 10 de diciembre de 1919  | 23 de marzo de 1920      |
| 7  |        | Nikolái Bestchetvertnói (1895-1937) | 23 de marzo de 1920      | 25 de marzo de 1920      |
| 8  |        | Stanislav Kosior (1889-1939)        | 25 de marzo de 1920      | 17 de noviembre de 1920  |
| 9  |        | Viacheslav Mólotov (1890–1986)      | 23 de noviembre de 1920  | 22 de marzo de 1921      |
| 10 |        | Feliks Kon (1864-1941)              | 22 de marzo de 1921      | 13 de diciembre de 1921  |
| 11 |        | Dmitri Manuilski (1883-1959)        | 14 de diciembre de 1921  | 10 de abril de 1923      |
| 12 |        | Emanuel Kviring (1888-1937)         | 10 de abril de 1923      | 7 de abril de 1925       |
| 13 |        | Lázar Kaganóvich (1893-1991)        | 7 de abril de 1925       | 14 de julio de 1928      |
| 14 |        | Stanislav Kosior (1889-1939)        | 14 de julio de 1928      | 27 de enero de 1938      |
| 15 |        | Nikita Jrushchov (1894-1971)        | 27 de enero de 1938      | 3 de marzo de 1947       |
| 16 |        | Lázar Kaganóvich (1893-1991)        | 3 de marzo de 1947       | 26 de diciembre de 1947  |
| 17 |        | Nikita Jrushchov (1894-1971)        | 26 de diciembre de 1947  | 16 de diciembre de 1949  |
| 18 |        | Leonid Mélnikov (1906-1981)         | 16 de diciembre de 1949  | 4 de junio de 1953       |
| 19 |        | Alekséi Kirichenko (1908-1975)      | 4 de junio de 1953       | 26 de diciembre de 1957  |
| 20 |        | Nikolái Podgorni (1903-1983)        | 26 de diciembre de 1957  | 2 de julio de 1963       |
| 21 |        | Petró Shélest (1908-1996)           | 2 de julio de 1963       | 25 de mayo de 1972       |
| 22 |        | Volodímir Scherbitski (1918-1990)   | 25 de mayo de 1972       | 28 de septiembre de 1989 |
| 23 |        | Vladímir Ivashko (1932-1994)        | 28 de septiembre de 1989 | 23 de junio de 1990      |
| 24 |        | Stanislav Hurenko (1936-2013)       | 23 de junio de 1990      | 1 de septiembre de 1991  |

## Congresos y Conferencias
| Reunión          | Fecha                                                   | Lugar  |
| ---------------- | ------------------------------------------------------- | ------ |
| I Congreso       | 5 al 12 de julio de 1918                                | Moscú  |
| II Congreso      | 17 al 22 de octubre de 1918                             | Moscú  |
| III Congreso     | 1 al 6 de marzo de 1919                                 | Járkov |
| IV Conferencia   | 17 al 23 de marzo de 1920                               | Járkov |
| V Conferencia    | 17 al 22 de noviembre de 1920                           | Járkov |
| VI Conferencia   | 9 al 14 de diciembre de 1921                            | Járkov |
| VII Conferencia  | 6 al 10 de abril de 1923                                | Járkov |
| VIII Conferencia | 12 al 16 de mayo de 1924                                | Járkov |
| IX Congreso      | 6 al 12 de diciembre de 1925                            | Járkov |
| X Congreso       | 20 al 29 de noviembre de 1927                           | Járkov |
| XI Congreso      | 5 al 15 de junio de 1930                                | Járkov |
| XII Congreso     | 18 al 23 de enero de 1934                               | Járkov |
| XIII Congreso    | 27 de mayo al 3 de junio de 1937                        | Kiev   |
| XIV Congreso     | 13 al 18 de junio de 1938                               | Kiev   |
| XV Congreso      | 13 al 17 de mayo de 1940                                | Kiev   |
| XVI Congreso     | 25 al 28 de enero de 1949                               | Kiev   |
| XVII Congreso    | 23 al 27 de septiembre de 1952                          | Kiev   |
| XVIII Congreso   | 23 al 26 de marzo de 1954                               | Kiev   |
| XIX Congreso     | 17 al 21 de enero de 1956                               | Kiev   |
| XX Congreso      | 16 al 17 de enero de 1959                               | Kiev   |
| XXI Congreso     | 16 al 19 de febrero de 1960                             | Kiev   |
| XXII Congreso    | 27 al 30 de septiembre de 1961                          | Kiev   |
| XXIII Congreso   | 15 al 18 de marzo de 1966                               | Kiev   |
| XXIV Congreso    | 17 al 20 de marzo de 1971                               | Kiev   |
| XXV Congreso     | 10 al 13 de febrero de 1976                             | Kiev   |
| XXVI Congreso    | 10 al 12 de febrero de 1981                             | Kiev   |
| XXVII Congreso   | 6 de febrero de 1986                                    | Kiev   |
| XXVIII Congreso  | 19 al 23 de junio de 1990- 13 a 14 de diciembre de 1990 | Kiev   |